# Мезаге, Валери
Валери Мезаге (8 декабря 1983 — 15 ноября 2014) — франко-камерунский футболист. Он играл на позиции полузащитника в начале 2000-х — середине 2010-х годов.
Он является воспитанником «Монпелье», затем играл за «Сошо», «Гавр» и «Ванн». Провёл семь матчей за сборную Камеруна, финалист Кубка конфедераций 2003 года. Также в 2008 году в составе «Гавра» выигрывал Лигу 2.
Его младший брат, Тедди, также футболист.

## Клубная карьера
Валери Мезаге начал заниматься футболом в местном клубе, «Камерунаизе де Марселье», за который играл его отец. В девять лет он стал игроком «Бюреля», другого марсельского клуба. Когда Мезаге было 15 лет, его заметил Роже Милла и пригласил в учебный центр «Монпелье». Он сыграл свой дебютный матч за первую команду в декабре 2000 года в кубке Франции против «Сета», матч был проигран с минимальным счётом. Однако своего дебюта в чемпионате ему пришлось ждать ещё два сезона, 30 января 2002 года он сыграл против «Ренна», матч закончился поражением со счётом 2:0. В следующем году он стал одним из ключевых игроков «Монпелье», став по итогам сезона лучшим бомбардиром с шестью голами.

В конце июля 2003 года Валери Мезаге серьёзно пострадал в ДТП. Он перенёс травму головы и в течение трёх дней оставался в коме. Он вернулся к игре спустя несколько месяцев, но не смог восстановить форму до травмы. Из-за этой травмы не состоялся переход Мезаге в «Ренн». В 2011 году он прокомментировал случай так: 
Авария была явным препятствием моей карьере.
 31 августа 2004 года он был отдан в аренду «Портсмуту» на один год с правом выкупа. В «Портсмуте» Мезаге не закрепился, клуб не воспользовался правом выкупа, и он вернулся в «Монпелье».
После возвращения Мезаге играл преимущественно в основном составе, и в начале сезона он привлёк внимание «Сошо». В январе 2006 года он подписал контракт с «Сошо» на три с половиной года и снова стал выступать в Лиге 1. Однако, он не смог закрепиться в клубе, который в конце года выиграл кубок Франции. В августе 2007 года Валери Мезаге был на один год сдан в аренду в «Гавру» из Лиги 2. С «Гавром» он выиграл Лигу 2, но в конце сезона клуб решил не выкупать контракт игрока, и Валери Мезаге вернулся в «Сошо». 31 января 2009 года он снова отправился в аренду в клуб Лиги 2, «Шатору».

По окончании контракта с «Сошо» в июле 2009 года он стал игроком «Ванна»: 
Спортивный проект был очень интересный и тренер действительно хотел заполучить меня.Валери Мезаге
 По окончании одного сезона он перенёс тяжёлый перелом правой ноги в начале следующего. После выздоровления и 14 матчей чемпионата в апреле 2011 года он получил такую же травму и выбыл из строя до конца сезона.
В сентябре 2011 года он подписал контракт с греческим клубом «Панетоликос», команда как раз вышла в Суперлигу. Он сыграл три матча, после чего в январе 2012 года был уволен. После года без клуба в феврале 2013 года он присоединился к клубу английской Первой лиги, «Бери». Он сыграл семь матчей за клуб, а затем в августе 2014 года после года без игровой практики перешёл в «Тулон».
15 ноября 2014 года он был найден мёртвым в своей квартире в Тулоне, причиной смерти стала остановка сердца вследствие сердечного заболевания.

## Национальная сборная
В марте 2003 года Мезаге пришлось выбрать, какую сборную он будет представлять, Мезаге мог играть как за Францию, так и за Камерун. Он сделал выбор в пользу «неукротимых львов» и 27 марта 2003 года вышел на замену вместо Саломона Олембе в товарищеском матче против Мадагаскара. Со сборной Камеруна в июне 2003 года он играл на Кубке конфедераций: в полуфинале против Колумбии он вышел на поле вместо унесённого на носилках Марка-Вивьена Фоэ, который позже умер в больнице. В финале Камерун в экстра-тайме уступил Франции, золотой гол забил Тьерри Анри.
В 2004 году он со сборной принял участие в Кубке африканских наций.
В конце 2007 года со сборной Камеруна он сыграл неофициальный товарищеский матч против сборной Галиции (1:1).